# Let the Madness Begin
Let the Madness Begin är svenska rockgruppen Cirkus debutalbum från 2008.
Albumet är mixat av grammy-nominerade producenten Chris Tsangarides.

## Låtförteckning
1. Let the Madness Begin (1:09)
2. Trashy (3:34)
3. Hard Headed Woman (3.35)
4. Everlong Lasting (6.01)
5. Chexx Mate (4.23)
6. F*ck'em N' Flee (3.22)
7. Walking Disease (4.35)
8. Crazy (3.59)
9. Get it On (3.09)

## Medverkande
- Roux’d: Sång
- Snetan: Gitarr
- Dee: Bas
- Ric: Trummor, percussion och bakgrundssång
- Chris Tsangarides: Hammond Orgel, producent
- Martin Guné: Saxofon